# Klaus Nomi

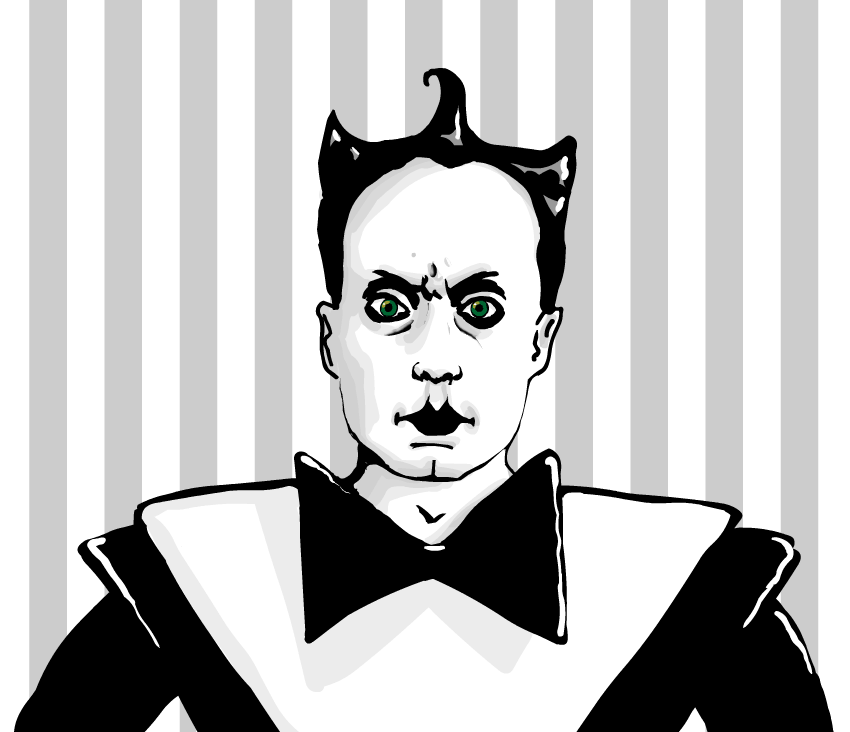
Klaus Nomi

Klaus Nomi, geboren als Klaus Sperber (Immenstadt, 24 januari 1944 – New York, 6 augustus 1983), was een Duits zanger. Hij werd bekend door zijn mengeling van operamuziek, popmuziek en vaudeville.

## Levensloop
Nomi werd in de Beierse Alpen geboren. Zijn ouders brachten hem al vroeg de liefde voor klassieke muziek bij, waarnaast hij zelf zijn smaak op het gebied van popmuziek ontwikkelde. Zijn smaak omvatte zowel The Beatles als Maria Callas.
In Berlijn probeerde hij bij de opera te komen, maar hij werd afgewezen, omdat zijn stem niet genoeg kwaliteit zou hebben. Uit frustratie vertrok hij in 1972 naar New York in de hoop daar een muziekcarrière op te bouwen. Dit verliep moeizaam; Nomi werkte er als kok en afwasser.
Het tij begon langzaam te keren toen hij kleine optredens mocht verzorgen in clubs, waardoor hij bij een kleine groep mensen al snel bekend raakte. Hij bracht een combinatie van opera en popmuziek, maar ook zijn clowneske, bijna monsterlijke verschijning droeg hieraan bij. Zijn stem kon zeer hoge octaven halen en hij klonk volgens velen als "Pinokkio die helium heeft geslikt". Al snel kreeg ook David Bowie lucht van Nomi's kwaliteiten. Hij nodigde hem uit als achtergrondzanger voor een optreden in het tv-programma Saturday Night Live in december 1979. Vanaf dat moment kreeg Nomi steeds meer bekendheid en kwam zijn carrière echt van de grond.
Nomi maakte twee officiële albums: Klaus Nomi en Simple Man. In januari 1983 werd bekend dat hij aan een tot dan toe onbekende ziekte leed. Steeds meer optredens werden afgezegd en uiteindelijk bleek hij een van de eerste bekende mensen met aids te zijn. Hij overleed nog datzelfde jaar op 39-jarige leeftijd aan de gevolgen van deze ziekte.

## Discografie

### Albums
- Klaus Nomi (1981)
- Simple Man (1982)
- Encore (compilatie, 1983)
- In Concert (opgenomen 1979, verschenen 1986)
- The collection (compilatie, 1991)
- Za Bakdaz (2007)

### Singles
- You Don't Own Me / Falling in Love Again (Can't Help It) (1981)
- Nomi Song / Cold Song (1982)
- Lightnin' Strikes / Falling in Love Again (Can't Help It) (1982)
- Simple Man / Death (1982)
- Ding-Dong! The Witch Is Dead / ICUROK (1982)
- ICUROK / Ding-Dong! The Witch Is Dead
- Za Bak Daz / Silent Night (cd-single, 1998)
- After the Fall

### Muziekvideo's
- Simple Man
- Lightning Strikes
- Nomi Song
- After the Fall
- Falling in Love Again
- The Cold Song (uit Henry Purcells opera King Arthur, 1691)

### Filmoptredens
- Long Island Four (1979)
- Mr. Mike's Mondo Video (1979)
- Urgh! A Music War (1982)
- The Nomi Song (2004)

- Bibsys: 15046699
- Biblioteca Nacional de España: XX1049495
- Bibliothèque nationale de France: cb13898009v (data)
- Gemeinsame Normdatei: 132117304
- International Standard Name Identifier: 0000 0003 6837 1425
- Library of Congress Control Number: n96007319
- MusicBrainz: 80d7d849-181d-4de4-b154-77318efc0648
- Nationale Bibliotheek van Tsjechië: xx0044888
- Réseau des bibliothèques de Suisse occidentale: 02-A008623816
- SNAC: w6165685
- Système universitaire de documentation: 087831848
- Virtual International Authority File: 84149196310574791092
- WorldCat: E39PBJjmWJY74bcycbQfTPX8G3